# Metaleptyphantes vicinus
Metaleptyphantes vicinus là một loài nhện trong họ Linyphiidae.
Loài này thuộc chi Metaleptyphantes. Metaleptyphantes vicinus được George Hazelwood Locket miêu tả năm 1968.